# Langkawi
Langkawi is een archipel in de Andamanse Zee, bestaande uit 99 eilanden (exclusief 5 eilanden die pas zichtbaar worden wanneer het eb is). Langkawi ligt ongeveer 30 kilometer verwijderd van het vasteland van Maleisië en maakt deel uit van de Maleisische staat Kedah. Het grootste eiland van de archipel is met afstand Pulau Langkawi, dat rond de 45.000 inwoners heeft. Het enige andere bewoonde eiland is Pulau Tuba.
Langkawi is een district in de Maleisische deelstaat Kedah en telt 95.000 inwoners op een oppervlakte van 470 km².

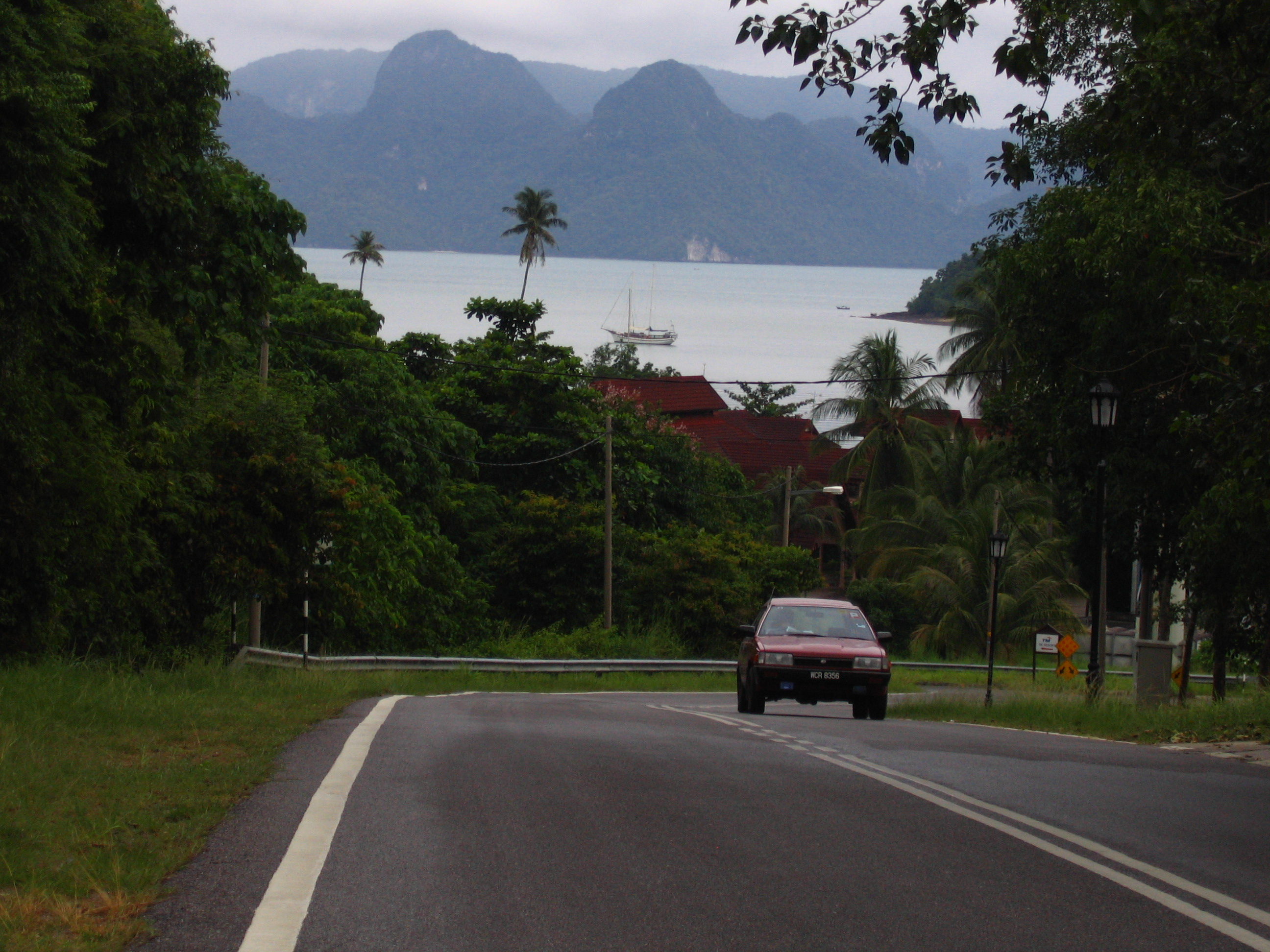
Uitzicht over een deel van Pulau Langkawi.

## Geografie
Langkawi ligt ten noorden van de Straat Malakka, niet ver van de grens tussen Maleisië en Thailand. Het hoogste punt is Gunung Raya met een hoogte van 890 meter boven zeeniveau.
Het Thaise buureiland Ko Tarutao ligt maar vijf kilometer ten noorden van Langkawi.

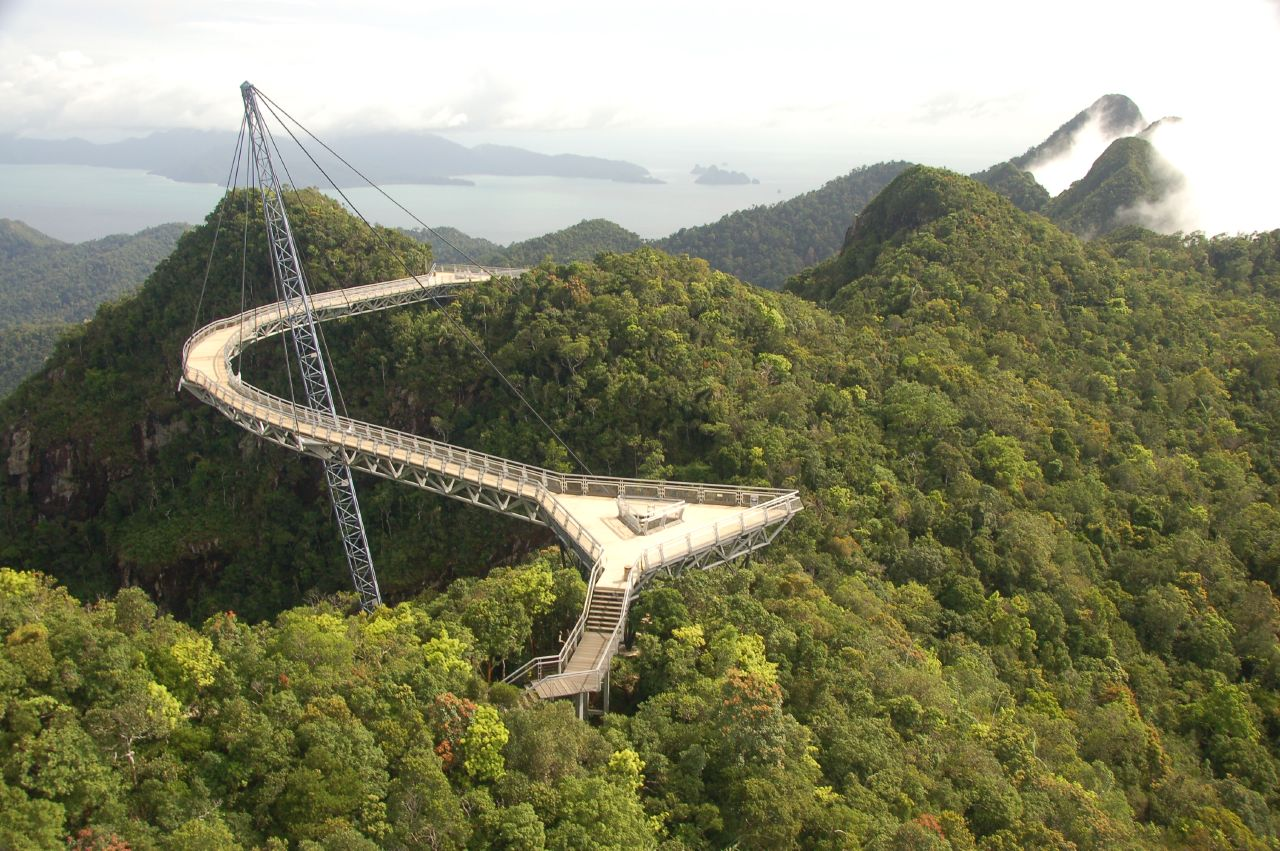
Hangbrug boven het regenwoud van Langkawi.

## Verkeer en vervoer
De luchthaven is Langkawi International Airport.